# Renk
Renk è un centro abitato del Sudan del Sud, situato nello Stato del Nilo Orientale.